# Jacareí
Jacareí es un municipio brasileño del Estado de São Paulo. Se localiza en el Vale de Paraíba, región de São José dos Campos, a 78 km de la capital. Sus coordenadas geográficas son 23º18'10" sur y 45º17'31" oeste.
Los municipios limítrofes son São José dos Campos al norte y nordeste, Jambeiro al este, Santa Branca al sudeste, Guararema al suroeste, Santa Isabel al oeste e Igaratá al noroeste.

## Historia
Los documentos históricos de Jacareí indican el inicio de un asentamiento en 1652 con el nombre de Nossa Senhora da Conceição da Parayba, iniciado por Antonio Afonso y sus tres hijos. El 22 de noviembre de 1653 el sitio fue elevado a aldea por el donatario de la Capitanía de Itanhaém, D. Diogo de Sousa y Faro, desmembrado de la antigua ciudad de Mogi das Cruzes, y se convirtió en una ciudad el 3 de abril de 1849. Camino antiguo de Minas Gerais, con el río Paraíba do Sul, Jacareí pasó de humilde posada colonial de tropeiros a lo largo de los años a ser una ciudad de progreso desde 1790.
Según la investigación, el núcleo inicial de la ciudad está en las inmediaciones de la capilla de Avareí (1728) y la Plaza Matriz (siglo XIX), que fue desarrollada en la década de 1930. La Plaza Matriz se amplió y continúa hoy como el escenario de las celebraciones de la Patrona, Nossa Senhora da Imaculada Conceição, que se celebran desde hace más de 100 años. La fiesta patronal es el 8 de diciembre (día festivo). En 1920, la iglesia pasó por una reforma en la que las huellas se observan hoy en día.
Otro monumento histórico de la ciudad es la Santa Casa de Misericordia, con sus instalaciones de 1850. El edificio fue construido gracias a las donaciones y al trabajo gratuito de los esclavos, asignado por los caballeros ricos. En 1854, después de la primera parte del edificio y de hechas las instalaciones preliminares, la Santa Casa abrió sus puertas. Las armas, la Bandera y el Himno oficial de la ciudad fueron establecidos por Ordenanza de la ciudad en 1952, 1968 y 1969, respectivamente.

### Etimología
Antes de la creación de la Villa, los que aquí vivían eran llamados simplemente Moradores da Paraíba, en una referencia al río.
El primer nombre oficial, “Nossa Senhora da Conceição da Paraíba” viene de la religiosidad portuguesa y en el culto a la Inmaculada Concepción.
Se cree que la denominación actual, de origen tupi-guarani, había surgido antes de 1710, de forma popular y espontánea, siendo agregada, posteriormente, al nombre oficial, con pequeñas alteraciones a lo largo del tiempo: Yacarahy, Jacarahy, Jacarehy y finalmente Jacareí. 
Existen dos versiones para el nombre: una corruptela de “Y-agûa-yerê-ei” que significa “rio-de esquina-e volta desnecessária” (río de esquina y vuelta innecesaria), haya vista que el río do Paraíba es sinuoso y en determinado local hace una grande curva, yendo en dirección contraria al curso normal.
Entretanto, aquella más aceptada dice que el nombre viene de yacaré-y, que significa “água ou rio de jacarés” (agua o río de jacarés), de la época que esos enormes reptiles habitaban el río Paraíba y lagunas próximas. En 1960, en el fondo de la Escuela Agrícola aun eran encontrados yacarés nativos.

## Apariciones marianas
Jacareí: Apariciones que se prolongan por más de 23 años.
Desde el 7 de febrero de 1991, Nuestro Señor y Nuestra Señora vienen apareciendo diariamente, en Jacareí (Sao Paulo-Brasil), a las 18:30hs (horario de Brasilia).
Jacareí queda a 80 km de Sao Paulo, entre la Capital y la ciudad de Aparecida, en el valle de Paraíba. Se utiliza la Vía Dutra o la Trabalhadores para llegar allí.
María Santísima se presenta como Reina y Mensajera de la Paz y hace un último llamamiento a la conversión, a través de un joven, Marcos Tadeu Teixeira, que en el inicio de las Apariciones tenía 13 años apenas. Él fue agraciado con muchas Apariciones, visiones, dolores de la Pasión de Jesús, de Nuestra Señora; dones de clarividencia, exhalación de óleo perfumado, a sus oraciones los posesos fueron libertados del demonio y muchos enfermos fueron curados. Son las más intensas Apariciones de la historia de Brasil, y Nuestra Señora afirma que esas son las últimas Apariciones para la humanidad.
- Datos: Q655363
- Multimedia: Jacareí / Q655363

1. ↑  Worldpostalcodes.org,código postal n.º 12300-000.